# Upa (fiume)
La Upa (in russo Упа́) è un fiume nella Russia europea, affluente di destra della Oka (bacino idrografico del Volga).

## Percorso
Ha origine sull'altopiano di Volovskoe, tre chilometri a nord del villaggio di Volovo, scorre all'interno dal Rialto centrale russo poco prima della città omonima compie una larga svolta verso ovest, successivamente verso sud per dirigersi poi definitivamente verso ovest, sfociando nel fiume Oka dopo 345 km di percorso, vicino al villaggio di Kulešovo.
La principale città lungo il suo corso è Tula, capoluogo dell'omonima oblast'; un'altra cittadina importante è Sovetsk, nei pressi della quale è stata costruita una diga che ha originato l'omonimo piccolo bacino artificiale.